# Verfassung der Ukraine
Der Entwurf über die Verfassung der Ukraine wurde am 28. Juni 1996 durch die Werchowna Rada, das Parlament der Ukraine, angenommen. Diese Verfassung ersetzte die noch bis 1995 gültige Verfassung der Ukrainischen SSR. Der 28. Juni wird seither als Tag der Verfassung gefeiert.

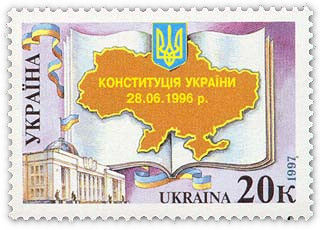
Eine der Verfassung der Ukraine gewidmete ukrainische Briefmarke von 1997

## Bestandteile
Die Verfassung der Ukraine beruht auf den individuellen und unveräußerlichen Menschenrechten und beinhaltet die Prinzipien eines sozialen Rechtsstaates, einer Demokratie auf der Grundlage der Gewaltenteilung und der Volkssouveränität.
Mit den Eigentumsrechten der Bürger, die sie festschreibt, bietet sie auch Gewähr für einen Fortgang der Privatisierung. Sie sieht weiterhin die sprachliche und kulturelle Förderung aller Ethnien des Landes vor.
Die direkte Wahl des Präsidenten durch das Volk verleiht dem Präsidenten eine starke Stellung. Er ernennt den Ministerpräsidenten und das übrige Kabinett, muss dies aber durch das Parlament bestätigen lassen.
Die ukrainische Verfassung sieht im Kriegsfall keine Wahlen vor. Amtszeiten werden demgemäß verlängert, bis das Kriegsrecht aufgehoben ist.

## Wahlgesetze
Unerfahrenheit bei den ersten Schritten der Demokratisierung führten zu einem ersten Wahlgesetz, das eine Beteiligung der absoluten Mehrheit der Wahlberechtigten in einem jeden Wahlkreis verlangte. Dies führte zu einer Serie von notwendigen Nachwahlen und zu einer andauernden Unterbesetzung des Parlaments.

## Verfassungsänderungen
Die Erfahrung über die Abstimmung zur Verfassung und die der Neuwahl des Parlamentes machten Änderungen notwendig. Bei der zweiten Parlamentswahl im Frühjahr 1998 verringerte sich die Zahl der notwendigen Wahlgänge und die Zahl der Parteien. Zuvor wurde eine 4-Prozent-Hürde eingeführt, so dass sich die Zahl der Parteien auf acht reduzierte.
Im Rahmen der Orangefarbenen Revolution wurde die Verfassung 2004 dahingehend abgeändert, dass der Ministerpräsident neu vom Parlament und nicht mehr vom Präsidenten ernannt wird. Die Verfassungsänderung trat am 1. Januar 2006 in Kraft. Das Verfassungsgericht erklärte diese Änderung 2010 – unter umstrittenen Umständen – für ungültig.
Im Verlauf der Euromaidan-Proteste beschloss das ukrainische Parlament am 21. Februar 2014 die Wiederinkraftsetzung der Verfassungsversion von 2004.
Am 7. Februar 2019 verankerte das Parlament mit einer Mehrheit von 334 der 450 Abgeordneten in der Verfassung eine „strategische Orientierung der Ukraine zum vollständigen Beitritt zur EU und der NATO“.
Nach dem russischen Überfall auf die Ukraine 2022 ist diese Bestimmung seit dem 10. März 2022 Gegenstand von Friedensverhandlungen. Russland fordert von der Ukraine zusätzlich zu einer Anerkennung der Krim und der „Volksrepubliken“ Donezk und Lugansk auch eine Aufgabe der strategischen Orientierung der Ukraine nach Westen. Dazu hatte der ukrainische Präsident Wolodymyr Selenskyj am 8. März 2022 Kompromissbereitschaft signalisiert.

## Vorgeschichte
In der europäischen Verfassungsgeschichte gilt die Verfassung Pylyp Orlyks (1710) als eine der frühesten europäischen Verfassung modernen Zuschnitts. Die Staatsgewalten von Legislative, Exekutive und Judikative sind getrennt und das Oberhaupt, der Hetman, wird demokratisch gewählt.